# Spoorlijn Andernach - Gerolstein
De spoorlijn Andernach - Gerolstein, ook wel de Eifelquerbahn, is een Duitse spoorlijn en als lijn 3005 onder beheer van DB Netze.

## Geschiedenis
De spoorlijn werd in delen geopend, tussen Andernach en Niedermendig op 1 april 1878, tussen Niedermendig en Mayen Ost op 29 mei 1880 en tussen Mayen Ost en Gerolstein op 15 mei 1895. Sinds 1991 is er geen regulier personenverkeer meer tussen Kaisersesch en Gerolstein, van 2001 tot 2012 werd dat gedeelte gedurende de zomer voor toeristische ritten gebruikt. De volledige reactivering van de lijn voor personenverkeer is onzeker gezien de kosten van 24 miljoen euro. 
De overstromingen in juli 2021 hadden een verrassend effect voor het buiten gebruik zijnde gedeelte. Want omdat de Eifel-lijn Keulen-Trier lange tijd onbruikbaar is, zijn diverse treinen in Gerolstein "gestrand". De enige mogelijkheid ze te evacueren is over de gesloten lijn, die niet overstroomd is. Daar die lijn sinds 2012 overwoekerd is, heeft DB opdracht gegeven om het 51 km lange traject met spoed vrij te maken.

## Treindiensten
De Deutsche Bahn verzorgt het personenvervoer op dit traject met RBtreinen.
| Serie | Treinsoort                    | Route | Bijzonderheden |
| ----- | ----------------------------- | --- | -------------- |
| RB 23 | Regionalbahn (DB Regio Mitte) | Mayen Ost – Mendig – Kruft – Andernach – Weißenthurm – Urmitz – Koblenz Hbf – Niederlahnstein – Bad Ems West – Nassau (Lahn) – Balduinstein – Fachingen (Lahn) – Limburg (Lahn) |                |
| RB 38 | Regionalbahn (DB Regio Mitte) | Kaisersesch – Mayen Ost – Mendig – Kruft – Andernach |                |

## Aansluitingen
In de volgende plaatsen is of was er een aansluiting op de volgende spoorlijnen:
Andernach
DB 2630, spoorlijn tussen Keulen en Bingen
DB 3006, spoorlijn tussen Andernach en Andernach-Rheinwerft
Mayen Ost
DB 3015, spoorlijn tussen Koblenz-Lützel en Mayen Ost
Daun
DB 3110, spoorlijn tussen Wittlich en Daun
Pelm
DB 2631, spoorlijn tussen Hürth-Kalscheuren en Ehrang
DB 3004, spoorlijn tussen Hillesheim en Pelm
Gerolstein
DB 2631, spoorlijn tussen Hürth-Kalscheuren en Ehrang
DB 3004, spoorlijn tussen Hillesheim en Pelm
DB 3100, spoorlijn tussen Gerolstein en Pronsfeld